# Опцион
Опцио́н (лат. optio — выбор, желание, усмотрение) — договор, по которому потенциальный покупатель или потенциальный продавец базового актива (товара, ценной бумаги) получает право, но не обязательство совершить покупку или продажу данного актива по заранее оговорённой цене или по нефиксированной цене, но вычисляемой по заранее оговорённой формуле, в определённый договором момент в будущем или на протяжении определённого отрезка времени при условии наступления оговорённого события или без такового; количество платежей и периодичность тоже могут устанавливаться условиями договора. При этом продавец опциона несёт обязательство, соответственно, продать актив или купить его у покупателя опциона в соответствии с его условиями. Изначальное приобретение опциона зачастую также платно; таким образом, в случае реализации опциона покупатель в итоге оплачивает две составные части комплексной сделки. С другой стороны, реализация опциона в некоторых случаях бывает безвозмездной, например: бонусные опционы на разницу в цене на акции компании для её работников, бинарные опционы.
Опцион — это один из производных финансовых инструментов. Различают опционы на продажу (put option), на покупку (call option) и двусторонние (double option).
Опционы и фьючерсы — во многом сходные финансовые инструменты, но имеют некоторые принципиальные отличия. При сделке с фьючерсом покупатель обязан приобрести (или продать) актив по истечении договора, тогда как при опционе он может от этого отказаться.

## История
Опционы на товары и акции используются уже несколько столетий. В 1630-х годах во время тюльпаномании использовались фьючерсы и товарные опционы (покупатель получал право на покупку или продажу луковиц в будущем по заранее определённой цене). Опционы дали возможность выйти на рынок тюльпанов тем, у кого не хватало денег на покупку даже одной луковицы. В 1820-е годы на Лондонской фондовой бирже появились опционы на акции. В 1960-х годах в США уже существовал внебиржевой рынок опционов на товары и акции. Биржевая торговля опционами на американские акции началась в 1973 году, когда была основана Чикагская опционная биржа (CBOE).

К началу 1990-х годов на внебиржевых рынках производных инструментов формировался широкий спектр опционов, способный удовлетворить разнообразные финансовые потребности.
Ведущей площадкой по торговле опционами в России является Срочный рынок Московской Биржи.

## Биржевые и внебиржевые опционы
Биржевые опционы являются стандартными биржевыми контрактами, и их обращение аналогично фьючерсам (фьючерсным контрактам). Для таких опционов биржей устанавливается спецификация контракта. При заключении сделок участниками торгов оговаривается только величина премии по опциону, все остальные параметры и стандарты установлены биржей. Публикуемой биржей котировкой по опциону является средняя величина премии по данному опциону за день.
С точки зрения биржевой торговли опционы с разными ценами или датами исполнения считаются разными контрактами.
По биржевым опционам клиринговой палатой ведётся учёт позиций участников по каждому опционному контракту. То есть участник торгов может купить один контракт, и если он продаёт аналогичный контракт, то его позиция закрывается. Расчётная палата биржи является противоположной стороной сделки для каждой стороны опционного контракта. По биржевым опционам существует также механизм взимания маржевых сборов (обычно уплачивается только продавцом опциона).
Внебиржевые опционы не стандартизированные — в отличие от биржевых, они заключаются на произвольных условиях, которые оговаривают участники при заключении сделки. Технология заключения аналогична форвардным контрактам. Сейчас основными покупателями внебиржевого рынка являются крупные финансовые институты, которым необходимо хеджировать свои портфели и открытые позиции. Им могут быть нужны даты истечения, отличные от стандартных. Основными продавцами внебиржевых опционов являются в основном крупные инвестиционные компании.
Биржи предпринимают попытки сместить внебиржевую торговлю на биржевое рыночное пространство. Появились FLEX-опционы, условия по которым позволяют варьировать даты истечения и страйк-цены.

## FX-опционы
Одной из разновидностей опционов являются FX-опционы (опционы на рынке форекс), где покупатель опциона имеет право на определённую дату обменять одну валюту на другую по заранее оговорённому обменному курсу. FX-опционы в основном используют импортёры/экспортёры для хеджирования рисков изменения курса между валютой внешнеэкономического контракта и валютой реализации/закупки товара на внутреннем рынке. По сути, опционы позволяют компаниям снижать уровень валютного риска до суммы премии за опцион.

## Тип опциона
Опцион может быть на покупку или продажу базового актива.
Опцион колл — опцион на покупку. Предоставляет покупателю опциона право купить базовый актив по фиксированной цене.
Опцион пут — опцион на продажу. Предоставляет покупателю опциона право продать базовый актив по фиксированной цене.
Соответственно возможны четыре вида сделок с опционами:
- купить Опцион колл
- выписать (продать) Опцион колл
- купить Опцион пут
- выписать (продать) Опцион пут

### Правовой аспект
Английское право
Английское право полностью признаёт опционы «пут» и «колл». Их часто используют при создании совместных предприятий, в сделках слияний и поглощений, для обеспечения стратегии выхода из проекта, для защиты прав при нарушении условий акционерных соглашений.
Российское право
С 1 июня 2015 года в Гражданском кодексе РФ появились два новых вида договоров: опцион на заключение договора и опционный договор.
В силу соглашения о предоставлении опциона на заключение договора (опцион на заключение договора) одна сторона посредством безотзывной оферты предоставляет другой стороне право заключить один или несколько договоров на условиях, предусмотренных опционом. Опцион на заключение договора предоставляется за плату или другое встречное предоставление, если иное не предусмотрено соглашением, в том числе заключённым между коммерческими организациями. Другая сторона вправе заключить договор путём акцепта такой оферты в порядке, в сроки и на условиях, которые предусмотрены опционом.
Опционный договор предусматривает закрепление за стороной по сделке права требования в установленный договором срок от другой стороны совершения предусмотренных опционным договором действий (в том числе уплатить денежные средства, передать или принять имущество), и при этом, если управомоченная сторона не заявит требование в указанный срок, право требования (опционный договор) прекращает своё действие.
До 1 июня 2015 года опционы закреплялись в российском праве на уровне судебной практики.

## Вид опциона
Наиболее распространены опционы двух видов: американский и европейский.
Американский опцион может быть погашен в любой день до истечения срока опциона. То есть для такого опциона задаётся период, в течение которого покупатель может исполнить данный опцион.
Европейский опцион может быть погашен только в указанную дату (дата истечения срока, дата исполнения, дата погашения).

## Премия опциона
Премия опциона — это сумма денег, уплачиваемая покупателем опциона продавцу при заключении опционного контракта. По экономической сути премия является платой за право заключить сделку в будущем.
Часто, говоря «цена опциона», подразумевают премию по опциону. Премия биржевого опциона является котировкой по нему.
Величина премии, обычно, устанавливается в результате выравнивания спроса и предложения на рынке между покупателями и продавцами опционов. Кроме этого, существуют математические модели, позволяющие вычислить премию на основе текущей стоимости базового актива и его стохастических свойств (волатильности, доходности, и т. д.). Вычисляемая таким образом премия называется теоретической ценой опциона. Как правило, она вычисляется организатором торгов или брокером и доступна вместе с котировочной информацией во время торгов.

## Ценовые модели опционов
В основе всех математических моделей по расчёту цены опциона, лежит идея эффективного рынка. Предполагается, что «справедливая» премия опциона соответствует его стоимости, при которой ни покупатель опциона, ни его продавец, в среднем не получают прибыли.
Для вычисления премии, постулируются свойства стохастического процесса, моделирующего поведение цены базового актива, лежащего в основе опционного контракта. Параметры такой модели оцениваются на основании исторических данных. Одним из важнейших статистических параметров, влияющих на величину премии является волатильность цены базового актива. Чем она больше, тем выше неопределённость в предсказании будущей цены, и, следовательно, больше премия (за риск), которую должен получить продавец опциона (однако, например, для барьерных опционов выключения зависимость обратная, так как чем больше волатильность, тем больше вероятность достижения барьера). Второй важный параметр, также непосредственно связанный с неопределённостью, — это время до истечения опциона. Чем дальше до этой даты, тем выше премия (при одной и той же цене поставки базового актива, оговорённой в опционном контракте). Так же на цену опциона влияет процентная ставка и дивиденды с базового актива.
В случае европейских опционов часто удаётся найти формулу для расчёта цены опциона, в случае американских опционов, как правило, используются численные методы.

### История
- 1900 год — Луи Башелье первым предпринял попытку найти математический подход к оценке опционов;
- 1970 год — Майрон Шоулз и Фишер Блэк разработали метод, позволяющий рассчитать «справедливую» премию за европейский опцион кол на акции;
- 1976, 1979 годы — Кокс[англ.], Росс и Рубинштейн опубликовали свою модель ценообразования опционов. Эту модель можно было применять для американских опционов, предусматривающих возможность досрочного исполнения;
- 1982 год — Гарман и Колхаген дополнили модель Блэка — Шоулза. Новая модель учитывала факт, что на цену влияют не одна, а две процентные ставки, и могла быть использована для валютных опционов;
- 1994 год — Дерман и Кани разработали модель на основе биномиального дерева[7].

### Наиболее популярные опционные модели
- Модель Блэка — Шоулза (Black-Scholes)
- Биномиальная модель
- Модель Хестона
- Метод Монте-Карло
- Модель Бьерксунда-Стенслэнда (Bjerksund-Stensland)
- Модель Кокса-Рубинштейна (Cox-Rubinstein model)
- Модель Ятса (Yates model)

## Экзотические опционы
Опционный контракт, при заключении которого оговаривается вид базисного актива, объём контракта, цена покупки или продажи, тип и стиль, называется стандартным (standard) или «ванильным» опционом (plain vanilla option). С развитием рынка в условия опционных контрактов стали включать дополнительные переменные в ответ на запросы покупателей, вызванные особенностями риска, который они хотели бы хеджировать опционами. Так как внебиржевой рынок опционов отличается гибкостью, то дополнительные оговорки просто отражались на величине премии, уменьшая или увеличивая её.
Особо удачные изобретения стали предлагаться на рынке в массовом порядке. Так возникли нестандартные (non-standard) или экзотические опционы (exotic options или просто exotics). Временем появления рынка экзотических опционов считается конец 80-х годов.
К экзотическим относят
- Азиатский опцион
- Барьерный опцион
- Бинарный опцион
- Диапазонный опцион
- Сложный опцион
- Свопцион

## Автоматическое исполнение опциона
В большинстве стран законодательство в биржевой торговле не регламентирует процедуру исполнения опционов, поэтому на некоторых биржах было введено автоматическое исполнение опционов в форме денежных расчётов. Такой порядок устраняет риски, связанные с несвоевременной подачей заявления на исполнение опционов. К примеру, на «Московской бирже» автоматическое исполнение опционов появилось в 2015 году.